# Adolphe Milich
Adolphe Milich, né à Tyszowce (Pologne) le 24 mars 1884, mort à Paris le 18 octobre 1964, est un peintre français d'origine polonaise. Également connu comme Adolf Millich.

## Biographie
Adolf Milich est le fils de Moszek Milich et Serka Azenman. En 1897, Adolphe Milich est peintre en lettres. Son père, commerçant, est ruiné dans un incendie. Pour faire vivre sa famille, il émigre à Łódź, devient professeur et découvre le milieu artistique. Milich part étudier aux Beaux-Arts de Varsovie puis de Munich de 1902 à 1904. En 1902, il est admis à l'Académie des beaux-arts de Munich par le professeur Georg von Hackl. (Son matricule étudiant est le 02454)  Il a suivi les cours de dessin du professeur Hackl et les cours du peintre Franz von Stuck en 1903. Un jour à Munich, le hasard le fait rencontrer Jules Pascin alors dessinateur au Simplicissimus. Ce dernier lui conseille d’aller à Paris mais Milich rêve de découvrir l’Italie. Il se rend à Rome, Florence et Venise. Pour vivre, il fait des dessins pour ses collègues qui les vendent sous leurs propres noms. Appelé à Varsovie pour service militaire, il est réformé car trop petit. En 1909, il passe quelques mois à Paris, fréquente l’atelier de Claudio Castelucho. Il épouse Carla Fassbind.
En 1920, il revient et s'installe définitivement à Paris. Il devient membre du Syndicat des Peintres et Sculpteurs polonais. 
En 1930, au décès de Jules Pascin, il participe à l'érection d'un monument de mémoire en tant que secrétaire du comité créé spécialement à cette fin.
Pendant la Seconde Guerre mondiale, il quitte la France pour la Suisse, puis revient à Paris. 
En 1952, il est citoyen d'honneur de Lugano.
Il étudie les œuvres de maîtres anciens et nouveaux, et devient collectionneur de peintures. 
Son sujet préféré est le paysage méditerranéen, depuis la Provence à la Palestine, en passant par Venise, mais il réalise également plusieurs portraits et natures mortes.
En 1949 il expose à la galerie Messages au 8 rue des Saints-Pères à Paris.
Il réside Rue de l'Université (Paris) où il meurt le 18 octobre 1964.